# Okljuka
Okljuka este o localitate din comuna Metlika, Slovenia, cu o populație de 17 locuitori.